# Miss Turismo Universo 2014
La 1.ª edición del Miss Turismo Universo, correspondiente al año 2014 tuvo lugar la noche del 21 de noviembre en el Casino du Liban de la ciudad de Beirut, Líbano. En este primer evento se dieron cita 37 candidatas de diferentes países y territorios del mundo que compitieron por el título. La gala final tan solo contó con la participación 27 delegadas, el resto se retiró de la competencia. Al final del evento fue coronada Ninoska Vásquez de Venezuela.

## Resultados

### Ganadoras del Miss Turismo Universo 2014
- Nota: Ganadoras de acuerdo a referencias externas.[3][4]

| Puesto        | Candidata |
| ------------- | --- |
| Ganadora      | - Venezuela - Ninoska Vásquez |
| 1.ª Finalista | - Bosnia y Herzegovina - Ema Golijanin |
| 2.ª Finalista | - Brasil - Bianca Matte |
| 3.ª Finalista | - Marruecos - Rita Kebrani |
| 4.ª Finalista | - Namibia - Angelica Shida |
| 5.ª Finalista | - Colombia - Fayrouz Trivinio |
| TOP 15        | - Bélgica - Sarah Belet - Eslovaquia - Simonka Engler - España - Guadalupe - Líbano - Jessica Kesserwany - Portugal - Rusia - Serbia - Suecia - Julia Andersson |

### Ganadoras continentales del Miss Turismo Universo 2014
| Puesto       | Candidata                            |
| ------------ | ------------------------------------ |
| Miss África  | - Angola - Meriam Ndaetowa Kaxuxwena |
| Miss América | - Guadalupe                          |
| Miss Asia    | - Túnez                              |
| Miss Europa  | - Bélgica - Sarah Belet              |

### Premios especiales
| Premio                  | Concursante                     |
| ----------------------- | ------------------------------- |
| Mejor en Traje Nacional | - Brasil - Bianca Matte         |
| Mejor en Traje de Noche | - Rumania                       |
| Mejor Cuerpo            | - Montenegro                    |
| Miss Fotogénica         | - Moldavia - Adela Prisacari    |
| Miss Personalidad       | - Bielorrusia - Dashulka Queeny |
| Mejor Pasarela          | - Portugal                      |
| Mejor Sonrisa           | - Eslovaquia - Simonka Engler   |
| Miss Internet           | - Macedonia del Norte           |
| Top Model               | - Hungría                       |

## Historia
Después de trabajar por más de cinco años en el Miss World Next Top Model, Elie Nahas, decide crear este primer evento denominándolo el Miss Tourism Universe 2014 – traducido al español Miss Turismo Universo 2014; el certamen sería como uno de los eventos con altos estándares internacionales; apoyándose en la experiencia de fundador y éxito consecutivo que tuvo bajo su mando el evento anterior.

## Áreas de la competencia
La competición se llevó a cabo del 7 al 23 de noviembre en Beirut, capital del Líbano; organizado por Style Models & Events Management y producido por MTV Lebanon. Las candidatas asistieron a eventos y fiestas organizadas por los patrocinadores y colaboradores del evento. Dentro de esas actividades, fueron atendidas personalmente por el experto en estética y belleza, el doctor Bülent Cihantimur, quien se encargó de contribuir con el cuidado y apariencia de las candidatas.
La presentación oficial a la prensa se llevó a cabo el 13 de noviembre de 2014 en el Riviera Hotel de Beirut, donde 30 de ellas hicieron una pequeña pasarela para darse a conocer; el evento contó con la animación de Christel Ghosn y la asistencia de los círculos artísticos, sociales y de los medios de comunicación de Líbano.
La noche final del evento fue el 21 de noviembre en el Casino du Liban de Beirut, Líbano; con la conducción del programa en vivo por parte de Diana Rizk y Mohammed Qaisdonde; así como la presentación de artistas nacionales que amenizaron la velada. Durante el programa se desarrollaron la diferentes áreas de la competencia, y al terminar las actividades se entregaron los premios y reconocimientos a las candidatas y se impusieron las bandas ganadoras a las participantes.

### Pasarela y presentación televisada
- Pasarela en traje nacional: al inicio del evento, todas y cada una de las candidatas lucieron sus trajes nacionales.
- Pasarela en traje de baño: acá particularmente todas las candidatas lucieron un tutú por tratarse de un programa en vivo televisado en horario restringido.
- Preselección de semifinalistas: esta tarea estuvo a cargo del diseñadora de modas Mireille Dagher quien preseleccionó a quince de las candidatas para la pasarela final en traje de noche.[1]
- Pasarela en traje de noche: solo las quince semifinalistas pudieron lucir sus trajes.

### Jurado gala final y algunos patrocinadores
- Elie Nahas – en árabe نحاس الذيأ – presidente de Style Models & Events Management y fundador del concurso, jurado del evento.
- Antoine Jabbara – en árabe  أنطوان جبارة – político libanés, escritor y poeta, jurado y patrocinador del evento.[10]
- Mireille Dagher – en árabe ميراي داغر – es una diseñadora de moda libanesa, fundadora de Haute Couture Asaaad Hair Desing; jurado y patrocinadora del evento.[11]
- Maria Mouawie – en árabe ماريا معاوية – representante del Riviera Hotel de Beirut, jurado y patrocinador del evento.[12]
- Mohamed Halawani – en árabe محمد حلواني – presidente del Lions Club; jurado y patrocinador del evento.[13]
- Geny Asmar – en árabe خبيرة التجميل – experto en concursos de belleza, jurado y patrocinador del concurso.[12]
- Gabrielle Haj Boutros – en áreabe غبريال حاج بطرس – representante de Pamco Group, empresa especializada en perfumes y cosméticos; jurado y patrocinador.[14]
- Rabih El Jamal – en árabe ربيع الجمال – representante de Bebe and Pronovias; jurado y patrocinador del evento.[15]
- Samir Issa – en árabe سمير عيسى – fundadora de Issa Tours and Travels for Tourism, jurado y patrocinadora del evento.[12]
- Bülent Cihantimur experto cirujano plástico, estético y reconstructivo.[16]
- Antoine Medawar, Zein Al Atat, Natasha Bintz, Tania Hanna y Assaad Abdel Sater también fueron jurados del evento en la gala final.

### Patrocinadores
- Joseph Daher – en árabe جوزيف ضاهر – poeta y escritor libanés.[17]
- Toni Mdour – en árabe طوني مدور – presidente de MTV Modeling Agency.[18]
- Kamil Attieh – en árabe كميل عطية – consultor fitness y entrenador de bienestar.[12]
- Mark Klassi y Al-Satar fueron patrocinadores.[1]

## Candidatas
27 candidatas fueron las que compitieron la noche final de la competencia; en la tabla se utiliza su nombre completo, los sobrenombres van "entre comillas"; los apellidos utilizados como nombre artístico (entre paréntesis); sin embargo se pueden usar sus nombres artísticos simplificados:
| N.º | País/Territorio      | Candidata                 |
| --- | -------------------- | ------------------------- |
| 1   | Angola               | Meriam Ndaetowa Kaxuxwena |
| 2   | Bélgica              | Sarah Belet               |
| 3   | Bielorrusia          | Dashulka Queeny           |
| 4   | Bosnia y Herzegovina | Ema Golijanin             |
| 5   | Brasil               | Bianca Matte              |
| 6   | Crimea               |                           |
| 7   | Colombia             | Fayrouz Trivinio          |
| 8   | Eslovaquia           | Simonka Engler            |
| 9   | España               |                           |
| 10  | Francia              |                           |
| 11  | Guadalupe            |                           |
| 12  | Hungría              |                           |
| 13  | Líbano               |                           |
| 14  | Macedonia del Norte  | Jessica Kesserwany        |
| 15  | Marruecos            | Rita Kebrani              |
| 16  | Moldavia             | Adela Prisacari           |
| 17  | Montenegro           |                           |
| 18  | Namibia              | Angelica Shida            |
| 19  | Portugal             |                           |
| 20  | Rumania              |                           |
| 21  | Rusia                |                           |
| 22  | Serbia               |                           |
| 23  | Suecia               | Julia Andersson           |
| 24  | Suiza                | Carole Schell             |
| 25  | Túnez                |                           |
| 26  | Ucrania              |                           |
| 27  | Venezuela            | Ninoska Vásquez           |

### Retiros
- Nigeria - Joy Arhwere Ekpoke fue retirada por razones desconocidas de la competencia; participó en el Miss Turismo Mundo 2017 donde no figuró.[21][22]
- Grecia - se retiró de la competencia por razones desconocidas.

## Relevancia con otros concursos de belleza

### Sobre los países
- Venezuela con el triunfo de Ninoska Vásquez – Miss Turismo Universo 2014 – ocurre el mismo año que su país gana el Miss Turismo Internacional 2014[23] y el Miss Turismo Planeta 2014.[24]

### Sobre las candidatas
Algunas de las candidatas del Miss Turismo Universo 2014 han participado o participarán en otros certámenes internacionales:
- Angola - Meriam Ndaetowa Kaxuxwena participó en el Miss Bikini Model International 2014 en representación de Namibia y ganó la mejor pasarela.[25]
- Bosnia y Herzegovina - Ema Golijanin, participó en el Miss Tierra 2010 donde no figuró y el Miss Supranacional 2012 donde quedó en el top 20.[26]
- Colombia - Fayrouz Trivinio, participó en el Miss World Next Top Model 2014 donde obtuvo la banda de Miss Sudamérica; iba a competir en el Miss Model of the World 2016 represetando a Marruecos, pero no completó la competencia; está anunciada como candidata en el Miss Globe Internacional 2018.[27][28][29]
- Marruecos - Rita Kebrani, participó en el Miss World Next Top Model 2014 y quedó de quinta finalista.[30]
- Moldavia - Adela Prisacari, participó en el Miss Turismo Internacional 2013 donde no figuró, y ganó el Miss Europe Queen Of Nations 2018 en su primera edición.[31][32]
- Namibia - Angelica Shida, participó en el Miss Model of the World 2015 donde no figuró; en el Miss World Next Top Model 2016 quedando de cuarta finalista, y participó en concursó en el Miss Supertalent of the World 2017 quedando en el top 15.[27][33][34]
- Venezuela - Ninoska Vásquez, participó en el Miss Tierra 2017 quedando entre las 8 semifinalistas.[35]